# Lentinula edodes
 
Shiitake (/ʃɪˈtɑːkeɪ, ˌʃiːɪ-, -ki/; (Lentinula edodes) este o ciupercă comestibilă nativă pentru Asia de Est, care este cultivată și consumată în întreaga lume.

## Taxonomie
Ciuperca a fost pentru prima dată descrisă științific ca Agaricus edodes de Miles Joseph Berkeley în 1877. A fost plasată în genul Lentinula⁠(d) de David Pegler⁠(d) în 1976. Ciuperca a dobândit numeroase sinonime în istoria sa taxonomie:
- Agaricus edodes Berk. (1878)
- Armillaria edodes (Berk.) Sacc. (1887)
- Mastoleucomychelloes edodes (Berk.) Kuntze (1891)
- Cortinellus edodes (Berk.) S.Ito & S.Imai (1938)
- Lentinus edodes (Berk.) Singer (1941)
- Collybia shiitake J.Schröt. (1886)
- Lepiota shiitake (J.Schröt.) Nobuj. Tanaka (1889)
- Cortinellus shiitake (J.Schröt.) Henn. (1899)
- Tricholoma shiitake (J.Schröt.) Lloyd (1918)
- Lentinus shiitake (J.Schröt.) Singer (1936)
- Lentinus tonkinensis Pat. (1890)
- Lentinus mellianus Lohwag (1918)

Denumirea japoneză a ciupercii  (椎茸 shiitake?) este un cuvânt compus din shii (椎 Castanopsis⁠(d)?), pentru copacul Castanopsis cuspidata⁠(d) care furnizează buștenii morți pe care se cultivă de obicei, și  (茸 take?, "ciupercă"). Epitetul specific edodes este cuvântul latinesc pentru „comestibil”.
Este, de asemenea, numită comun „ciupercă neagră de pădure”, „ciupercă neagră”, sau „ciupercă de stejar”.

## Distribuție și habitat
Shiitake crește în grupuri pe lemnul în descompunere al foioaselor, în special shii⁠(d) și alți chinquapin⁠(d)i, castan, stejar, arțar, fag, arbore de gumă, plop, carpen, lemn de fier și mure. Distribuția sa naturală include climatele calde și umede din Asia de sud-est.

## Cultivare
Cea mai veche atestare scrisă a cultivării shiitake se găsește în Înregistrările din comitatul Longquan⁠(d) (龍泉縣志) compilate de He Zhan (何澹) în 1209 în timpul dinastiei Song din China. Descrierea de 185 de cuvinte a cultivării shiitake din acea literatură a fost ulterior comparată de mai multe ori și în cele din urmă adaptată într-o carte a unui horticultor japonez Satō Chūryō (佐藤中陵?) în 1796, prima carte despre cultivarea shiitake în Japonia. Japonezii cultivau ciuperca tăind copaci shiii cu topoarele și așezând buștenii lângă copacii în care creștea deja shiitake sau care conțineau sporii shiitake. Înainte de 1982, varietatea din Insulele Japoniei a acestor ciuperci putea fi cultivată doar în locuri tradiționale, folosind metode străvechi. Un raport din 1982 privind înmugurirea și creșterea soiului japonez a dezvăluit oportunități de cultivare comercială în Statele Unite.
Shiitake sunt cultivate pe scară largă în întreaga lume, contribuind cu aproximativ 25% din producția anuală totală de ciuperci. În mod comercial, ciupercile shiitake sunt cultivate de obicei în condiții similare mediului lor natural, fie pe substrat artificial, fie pe bușteni de lemn de esență tare, cum ar fi stejarul.

## Toxicitate
Rareori, consumul de ciuperci shiitake crude sau ușor fierte poate provoca o reacție alergică numită „dermatită shiitake”, incluzând o pruriginoasă eritematoasă, micro-papulară, erupție cutanată striată care apare pe tot corpul, inclusiv pe față și scalp, apare la aproximativ 24 de ore după consum, se poate agrava prin expunerea la soare și dispare după 3 până la 21 de zile. Acest efect - probabil cauzat de polizaharid, lentinan - este mai frecvent în Asia de Est, dar este posibil ca frecvența să crească în Europa, pe măsură ce crește consumul de shiitake. Gătirea temeinică poate elimina alergenicitatea.

## Utilizări
Shiitake proaspete și uscate au multe utilizări în Asia de Est⁠(d) și Sud-Est⁠(d). În bucătăria chineză, sunt utilizate în multe feluri de mâncare, inclusiv supe, fierturi și mâncăruri cu legume stir-fried⁠(d), cum ar fi Buddha's delight⁠(d). În Japonia, sunt servite în supă miso, folosite ca bază pentru un fel de Dashi⁠(d) vegetarian și ca ingredient în multe mâncăruri gătite la abur și fierte.
Două soiuri apreciate sunt produse la temperaturi mai scăzute: o varietate de calitate superioară se numește dōnggū (冬菇) (literalmente „ciupercă de iarnă”) în chineză sau  (冬子 donko?) în japoneză. Varietatea cea mai apreciată se numește huāgū (花菇) (literalmente „ciupercă cu flori”) în chineză, datorită modelului de crăpături în formă de floare.

### Nutriție
Într-o porție de referință de 100 de grame, ciupercile shiitake crude furnizează 141 kilojouli (34 kilocalorii) de energie alimentară și sunt 90% apă, 7% carbohidrați, 2% proteine și mai puțin de 1% grăsime. Ciupercile shiitake crude conțin niveluri moderate de unele minerale dietetice.
Ca toate ciupercile, shiitake produc vitamina D2 prin expunerea ergosterolul lor intern la razele ultraviolete B (UVB) din lumina soarelui sau din tuburile fluorescente UVB cu bandă largă.

## Galerie

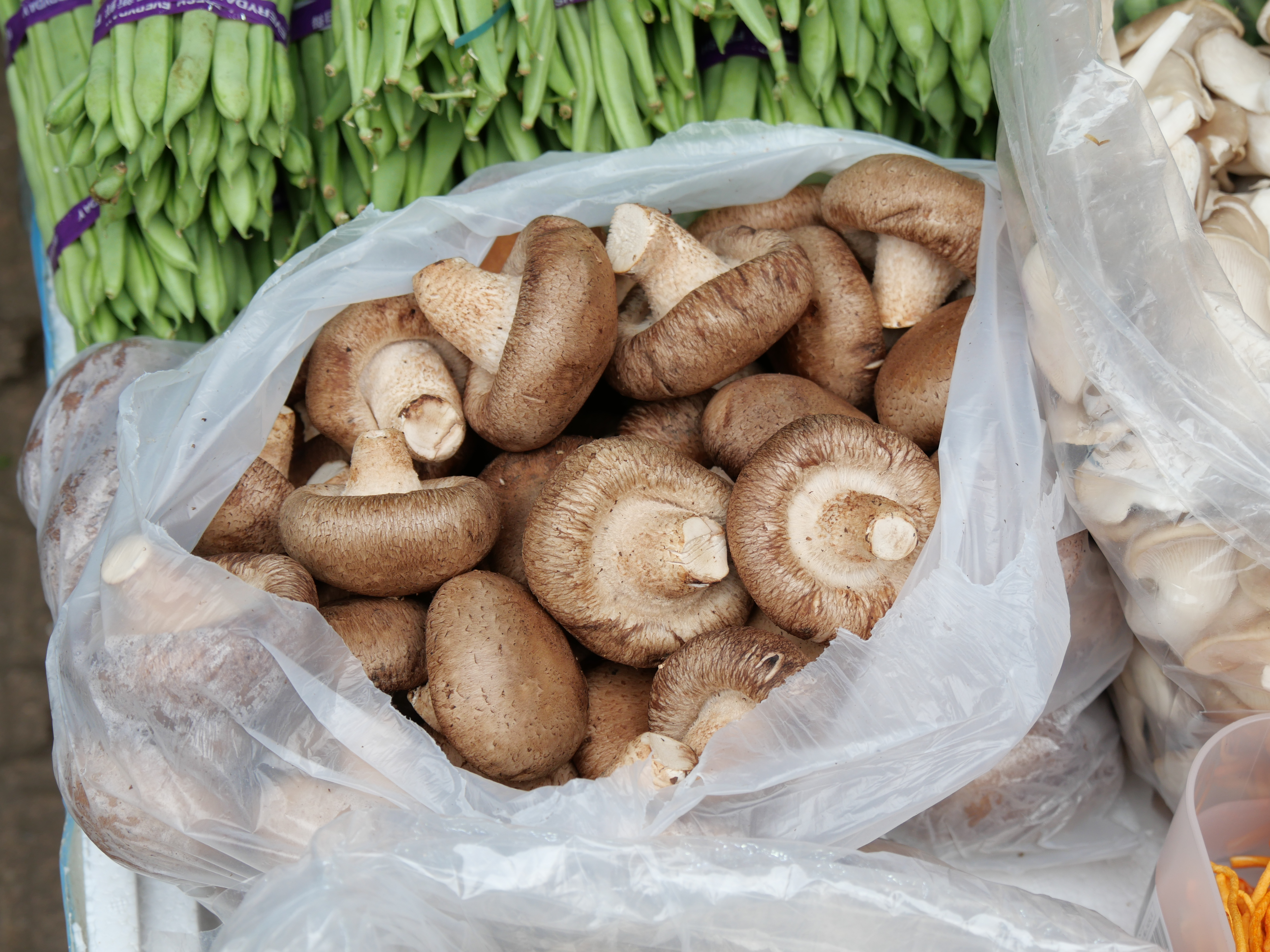
Ciupercă shiitake proaspătă în piața de legume din Hong Kong
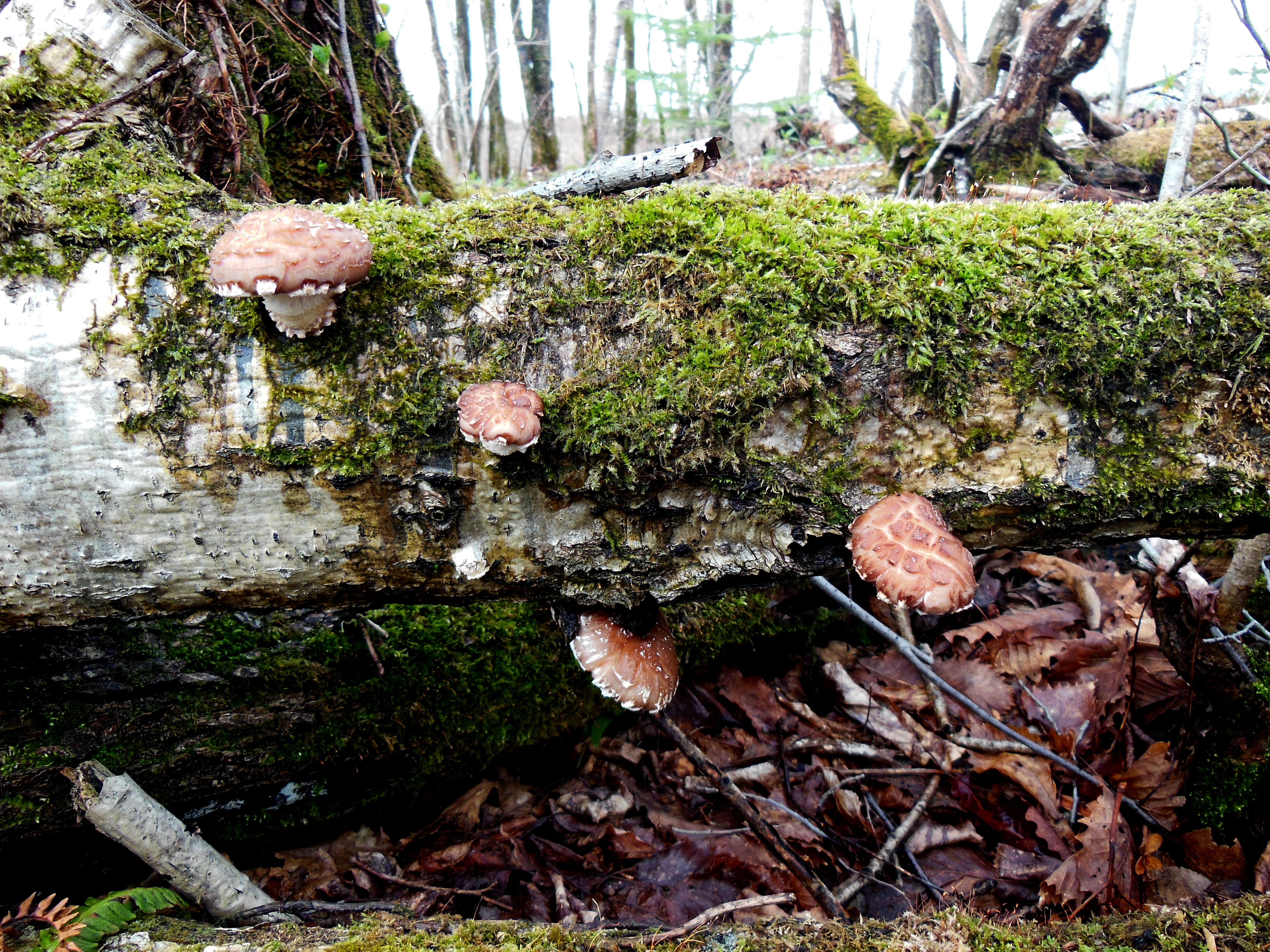
Shiitake crește în natură în Hokkaido
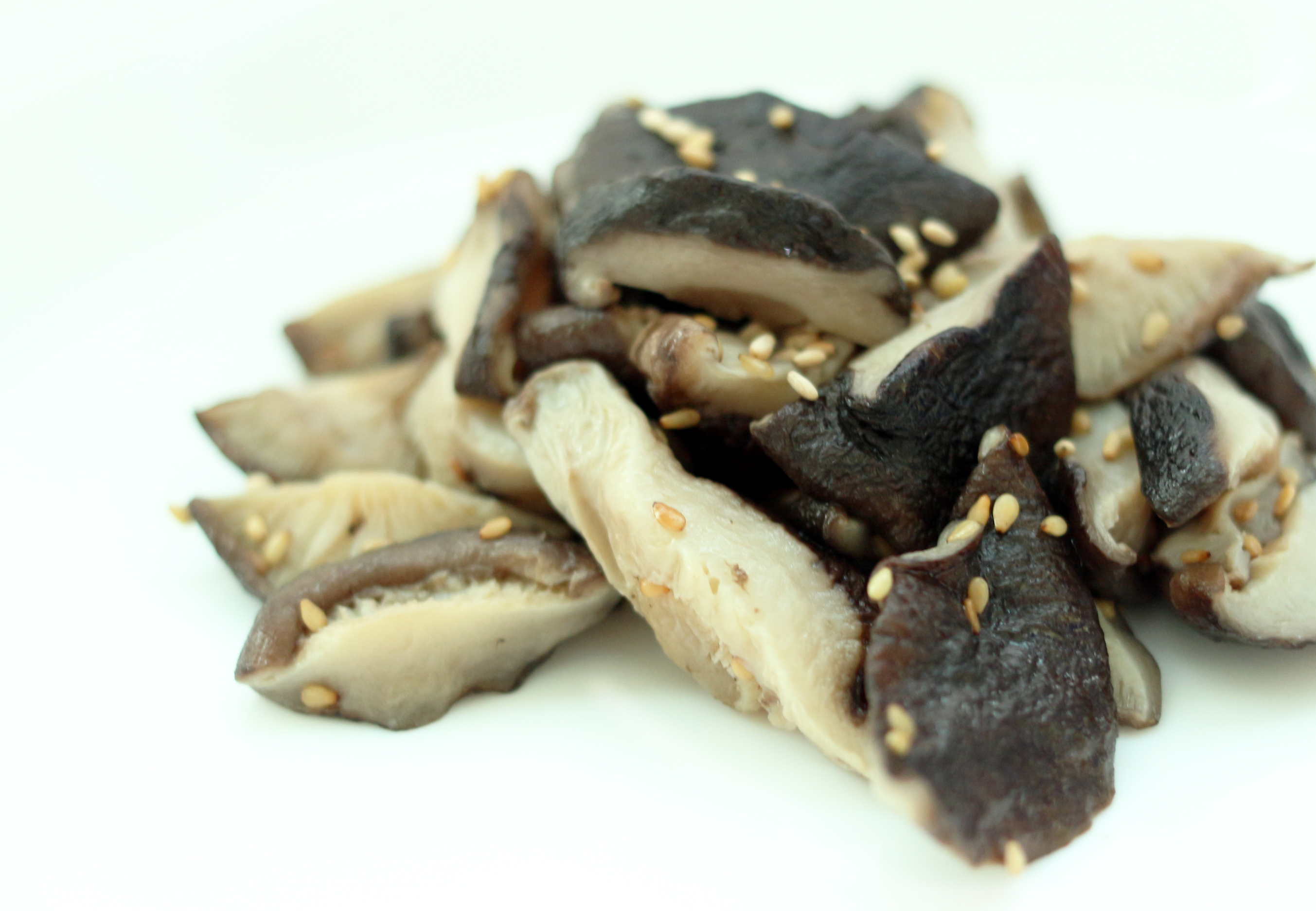
Pyogo-Bokkeum⁠(d) coreean (ciupercă shiitake prăjită)
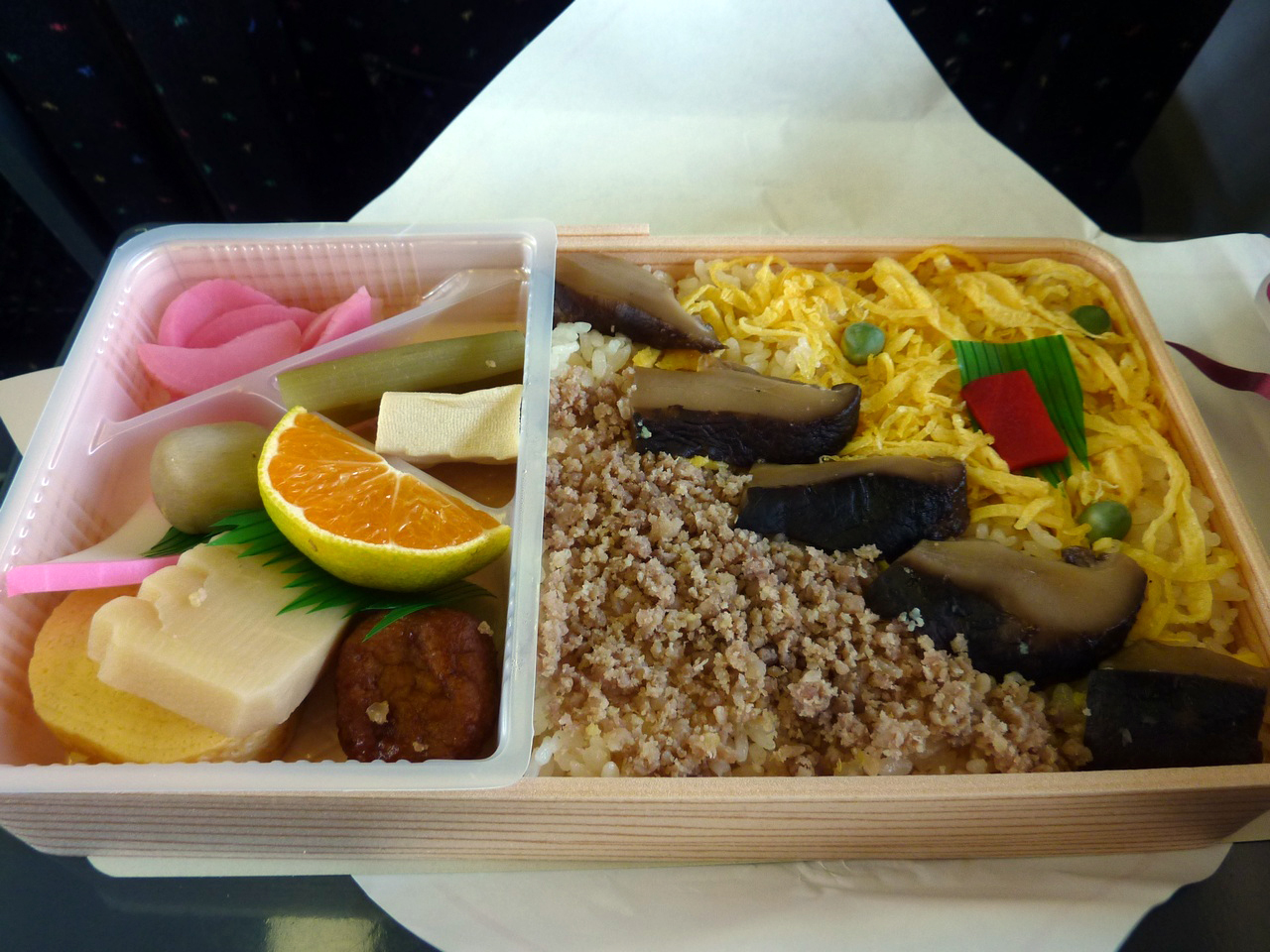
Ekiben japonez  (椎茸めし shiitake-meshi?)
- Video timelapse al creșterii shiitake
Lentinan, un Beta-glucan⁠(d) izolat din ciuperca shiitake
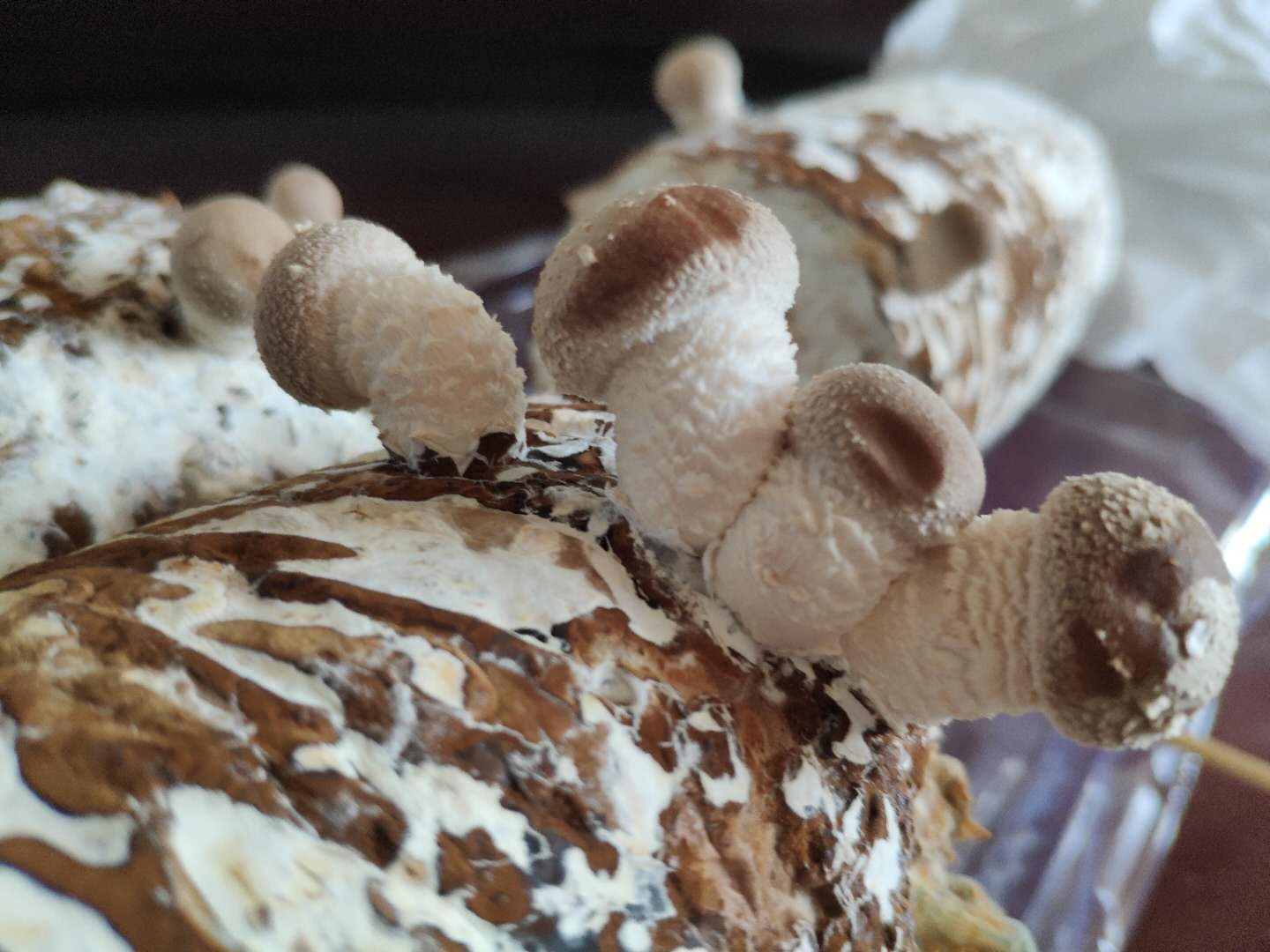
Ciuperci shiitake tinere pe un buștean